# جواد یساری
جواد یساری (زادهٔ ۶ شهریور ۱۳۲۳) خوانندهٔ ایرانی است که به سبک موسیقی کوچه‌بازاری می‌خواند. او کشتی‌گیر و ورزشکار رشته باستانی بوده است.

## زندگی
جواد یساری در ۶ شهریور ۱۳۲۳ در محلهٔ شاهپور تهران به دنیا آمد. او فعالیت‌های هنری‌اش را با خواندن ترانه‌های کوچه‌بازاری از سال ۱۳۵۲ با اجرای آهنگی با نام «پول سیاه» شروع کرد.
جواد یساری دارای سه فرزند به نام‌های رضا، مهدی و مجید است که مجید در سال ۱۳۷۴ در خارج از کشور فوت کرد.
جواد یساری پس از انقلاب در بیشتر روزهای سال در امارات کنسرت برگزار می‌کند و هر چند سال یکبار نیز کنسرت‌های اروپایی برگزار می‌کند. تا پیش از انقلاب ۱۳۵۷، وی پنج آلبوم به بازار داد که آخرین آن آلبوم سپیده دم و با آهنگی به همین نام بود.

### فیلم دشمن زن
در سال ۱۳۹۷ پس از گذشت ۴۰ سال از انقلاب ایران مجوز پخش آهنگی از وی در فیلم دشمن زن (۱۳۹۶) به کارگردانی حسین فرح بخش صادر شد. یساری در این فیلم در بازی کوتاهی نقش خودش را ایفا نمود. او در این فیلم ترانهٔ «شاخه نبات» (عشق) را اجرا کرد.
چند سال بعد وی در ویژه‌برنامهٔ نوروزی مخصوص سال تحویل ۱۴۰۲ مسابقهٔ تی‌ان‌تی با اجرا و کارگردانی حامد آهنگی شرکت و چندین ترانه اجرا کرد. این برنامه از پلتفرم فیلیمو پخش شد.

## تجلیل
یساری پس از سال‌ها دوری از صحنه در ۱۸ آبان ۱۴۰۳، در مراسم بزرگداشت از وی که به پاس «سال‌ها تلاش در عرصه موسیقی و اثبات وطن‌دوستی جواد یساری» توسط شهرداری تهران در فرهنگسرای ارسباران برگزار گردید، حاضر شد و برای حاضرین چند بیتی خواند؛ او دربارهٔ علاقه اش به تهران و ایران و حرفهٔ خوانندگی گفت:
«من بچهٔ تهرونم و جایی نمی‌روم، من مال اینجام. عاشق خوانندگی هستم، جرمم چیست؟ اگر اشتباه خواندم در گوشم بگویید این را نخوان.»
در این مراسم شخصیت‌ها و هنرمندانی چون سعید امیرسلیمانی، نصرالله مدقالچی، اکبر آزاد، محمدرضا طالقانی، رضا اشعاری (شاعر)، محمدحسین فرحبخش، بیژن شکرریز، مهدی یغمایی، سپند امیرسلیمانی، سجاد عزیزی آرام (شاعر) و رضا خرم (فرزند همایون خرم)، از جواد یساری تمجید و تکریم کردند.

## ترانه‌شناسی

### هفت آسمون
| نام ترانه              | ترانه‌سرا        | آهنگساز       | تنظیم |
| ---------------------- | --------------- | ------------- | ----- |
| مرد                    | عطاءالله تمیمی  | سعید مهناویان |       |
| هفت آسمون              | سعید مهناویان   | سعید مهناویان |       |
| دسته گل                | عطاءالله تمیمی  | سعید مهناویان |       |
| نیرنگ                  | عطاءالله تمیمی  | سعید مهناویان |       |
| همسایه خورشید          | حسن لرنی        | سعید مهناویان |       |
| قصهٔ مرد منتظر          | سعید مهناویان   | سعید مهناویان |       |
| انار دون دون           | عطاءالله تمیمی  | سعید مهناویان |       |
| راه باز جاده دراز      | نصرالله ریاح‌پور | علی نوعدوست   |       |
| کی هستی چی هستی (معما) | سعید مهناویان   | سعید مهناویان |       |
| وعده (جواب سربالا)     | نصرالله ریاح‌پور | سعید مهناویان |       |

### سپیده دم
| نام ترانه   | ترانه‌سرا         | آهنگساز       | تنظیم |
| ----------- | ---------------- | ------------- | ----- |
| سپیده دم    | فریدون خشنود     | سعید مهناویان |       |
| مناجات      | مولانا، حسن لرنی | سعید مهناویان |       |
| آتیش به جون | بابک رادمنش      | سعید مهناویان |       |
| دل من       | سعید مهناویان    | سعید مهناویان |       |
| عشق و عاشقی | علی ناصری        | سعید مهناویان |       |
| الهی الهی   | سعید مهناویان    | سعید مهناویان |       |
| صبر ایوب    | سعید مهناویان    | سعید مهناویان |       |
| نفرین       | سعید مهناویان    | سعید مهناویان |       |
| چشم به راه  | معصومه تقی‌پور    | سعید مهناویان |       |
| دل شکسته    | علی ناصری        | سعید مهناویان |       |

### بچه‌ها
| نام ترانه | نام ترانه    | ترانه‌سرا       | آهنگساز       | تنظیم |
| --------- | ------------ | -------------- | ------------- | ----- |
| بچه‌ها     | بچه‌ها        | سعید مهناویان  | سعید مهناویان |       |
| دریای نور | دریای نور    | سعید مهناویان  | سعید مهناویان |       |
| سودابه    | سودابه       | سعید مهناویان  | سعید مهناویان |       |
| حرف حق    | حرف حق       | بامداد جویباری | سعید مهناویان |       |
| غزل       | زندونی       | سعید مهناویان  | سعید مهناویان |       |
| غزل       | بر مزار مادر | سعید مهناویان  | سعید مهناویان |       |
| غزل       | راه خطا      | سعید مهناویان  | سعید مهناویان |       |
| غزل       | اسیر         | سعید مهناویان  | سعید مهناویان |       |

### اسیر غم
| نام ترانه             | ترانه‌سرا        | آهنگساز       | تنظیم |
| --------------------- | --------------- | ------------- | ----- |
| عابد                  | بهمن میری       | سعید مهناویان |       |
| لال عاشق              |                 | سعید مهناویان |       |
| جواب سربالا (وعده)    | نصرالله ریاح‌پور | سعید مهناویان |       |
| معما                  | سعید مهناویان   | سعید مهناویان |       |
| راه خطا               | احمد جوزانی     | سعید مهناویان |       |
| وداع تلخ (مرد سیه‌بخت) | سعید مهناویان   | سعید مهناویان |       |
| شرقی                  | سعید مهناویان   | سعید مهناویان |       |
| خوشگله                | علی ناصری       | سعید مهناویان |       |
| اسیر غم               | رحمان شکوفه‌پور  | سعید مهناویان |       |
| دل مال من             | نصرالله ریاح‌پور | علی نوعدوست   |       |

### سنگ صبور
| نام ترانه  | ترانه‌سرا       | آهنگساز       | تنظیم |
| ---------- | -------------- | ------------- | ----- |
| صدای بارون | عطاءالله تمیمی | سعید مهناویان |       |
| هفت آسمون  | سعید مهناویان  | سعید مهناویان |       |
| چشم قشنگ   |                |               |       |
| گل عشق     |                |               |       |
| سنگ صبور   |                |               |       |

### بابام همیشه مست بود
| نام ترانه           | ترانه‌سرا | آهنگساز | تنظیم |
| ------------------- | -------- | ------- | ----- |
| آمین                |          |         |       |
| رفیق                |          |         |       |
| آخرین طبیب          |          |         |       |
| دل عاشق ما          |          |         |       |
| آدما آی آدما        |          |         |       |
| همکلاس مهربون       |          |         |       |
| گریه‌ها              |          |         |       |
| زندانی سیاسی        |          |         |       |
| بابام همیشه مست بود |          |         |       |
| کاکو برادر من       |          |         |       |
| قصه وفا             |          |         |       |

### حرف تازه (۱۹۹۳/۱۳۷۲)
| نام ترانه                    | ترانه‌سرا      | آهنگساز       | تنظیم |
| ---------------------------- | ------------- | ------------- | ----- |
| ساز با وفای من               | سعید مهناویان | سعید مهناویان |       |
| خسته‌ام من                    | سعید مهناویان | سعید مهناویان |       |
| خشم دریا (ماه اومد تو آسمون) | سعید مهناویان | سعید مهناویان |       |
| صومعه                        | علی ناصری     | سعید مهناویان |       |
| لب تشنه                      | علی ناصری     | سعید مهناویان |       |
| حرف تازه                     | سعید مهناویان | سعید مهناویان |       |

### عشق من (۲۰۰۳/۱۳۸۲)
- اجرای جدید ترانه‌های قدیمی

| نام ترانه | ترانه‌سرا          | آهنگساز       | تنظیم        |
| --------- | ----------------- | ------------- | ------------ |
| بچه‌ها     | سعید مهناویان     | سعید مهناویان | مجید رضازاده |
| مرد منتظر | سعید مهناویان     | سعید مهناویان | مجید رضازاده |
| لب تشنه   | علی ناصری         | سعید مهناویان | مجید رضازاده |
| صومعه     | علی ناصری         | سعید مهناویان | مجید رضازاده |
| عشق من    | سودابه، علی فخاری | سعید مهناویان | مجید رضازاده |
| عابد      | بهمن میری         | سعید مهناویان | مجید رضازاده |
| مادر      | سعید مهناویان     | سعید مهناویان | مجید رضازاده |
| مناجات    | مولانا، حسن لرنی  | سعید مهناویان | مجید رضازاده |

### بت (۲۰۰۸/۱۳۸۷)
| نام ترانه    | ترانه‌سرا       | آهنگساز    | تنظیم     |
| ------------ | -------------- | ---------- | --------- |
| درد غربت     | بامداد جویباری | محمد نوری  | فرید نوری |
| آوا خانم     | صمد نوریان     | صمد نوریان | فرید نوری |
| قبله عشق     | صمد نوریان     | صمد نوریان | فرید نوری |
| ناز نکن      | صمد نوریان     | صمد نوریان | فرید نوری |
| دوست دارم    | صمد نوریان     | صمد نوریان | فرید نوری |
| بت           | صمد نوریان     | صمد نوریان | فرید نوری |
| منم پیر میشم | صمد نوریان     | صمد نوریان | فرید نوری |
| نفرین        | بامداد جویباری | محمد نوری  | فرید نوری |

## تک‌آهنگ‌ها
| نام ترانه | ترانه‌سرا      | آهنگساز       | تنظیم        |
| --------- | ------------- | ------------- | ------------ |
| بی‌خیال    | علی اسلامی    | علی سیف       | علی سیف      |
| سلطان عشق | علی فخاری     | علی فخاری     | مجید رضازاده |
| شاخه نبات | علی فخاری     | علی فخاری     | مجید رضازاده |
| وطن       | معصومه تقی‌پور | سعید مهناویان | مجید رضازاده |